# Tagaturonato reduttasi
La tagaturonato reduttasi è un enzima appartenente alla classe delle ossidoreduttasi, che catalizza la seguente reazione:
D-altronato + NAD+ ⇄ D-tagaturonato + NADH + H+